# IC 4575
IC 4575 ist eine Spiralgalaxie vom Hubble-Typ Sa im Sternbild Schlange am Nordsternhimmel. Sie ist schätzungsweise 310 Millionen Lichtjahre von der Milchstraße entfernt und hat einen Durchmesser von etwa 65.000 Lj. 

Im selben Himmelsareal befinden sich u. a. die Galaxien IC 4573, IC 4576, IC 4577, IC 4579.
Das Objekt wurde am 7. April 1900 von Stéphane Javelle entdeckt.